# Stearine Kaarsenfabriek (Gouda)

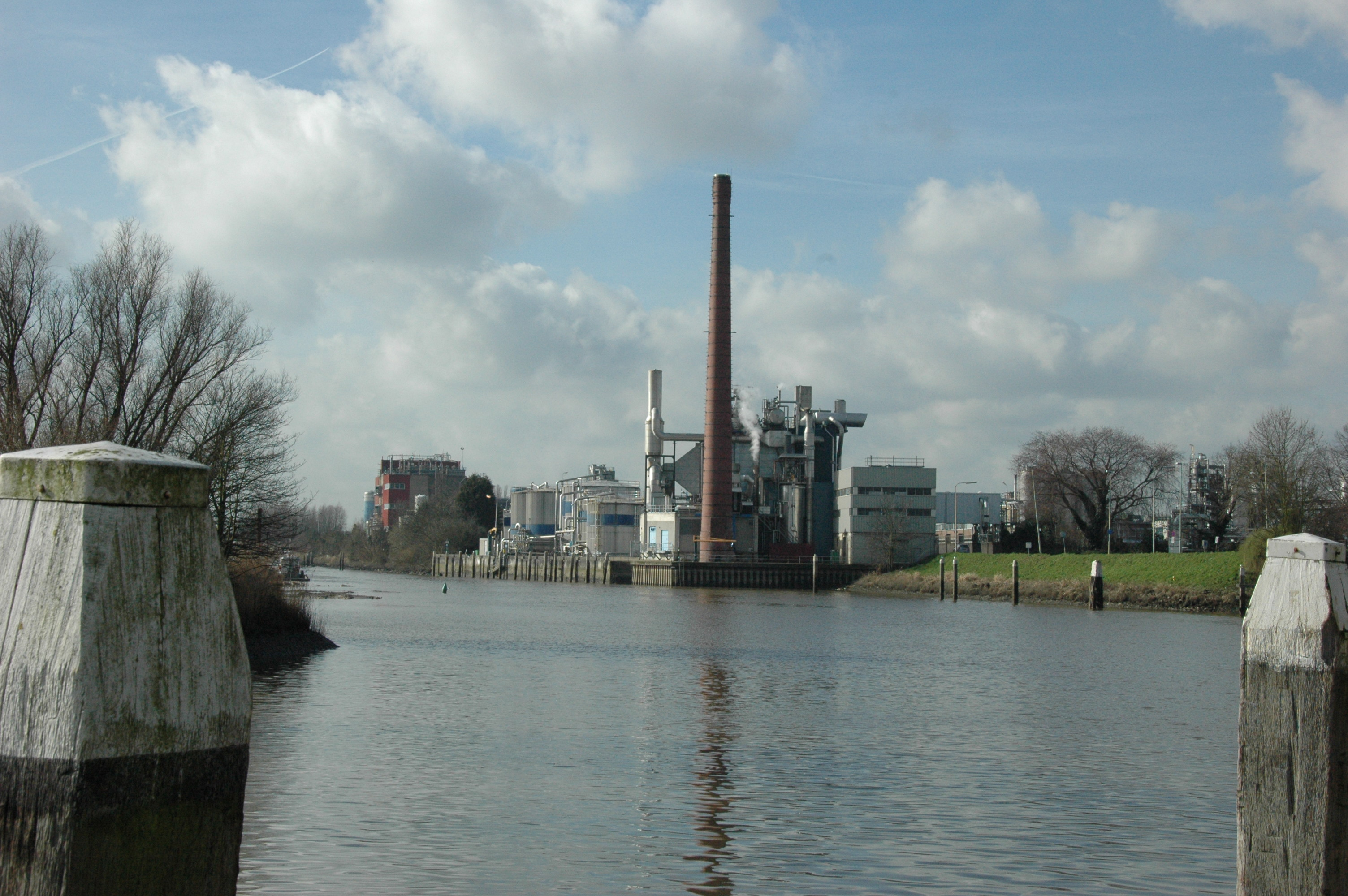
De fabriek vanaf de Hollandse IJssel

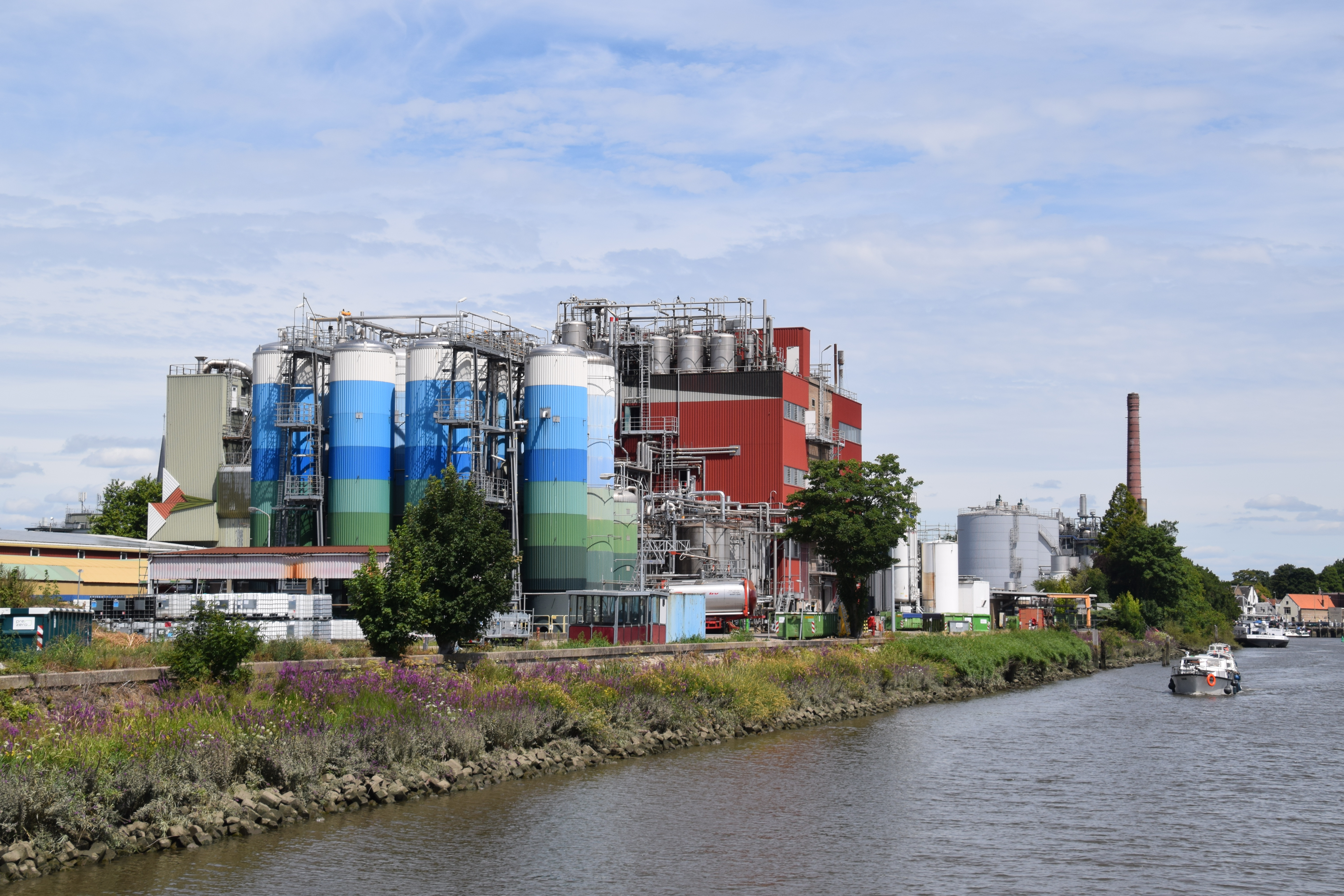
Vanaf de andere kant

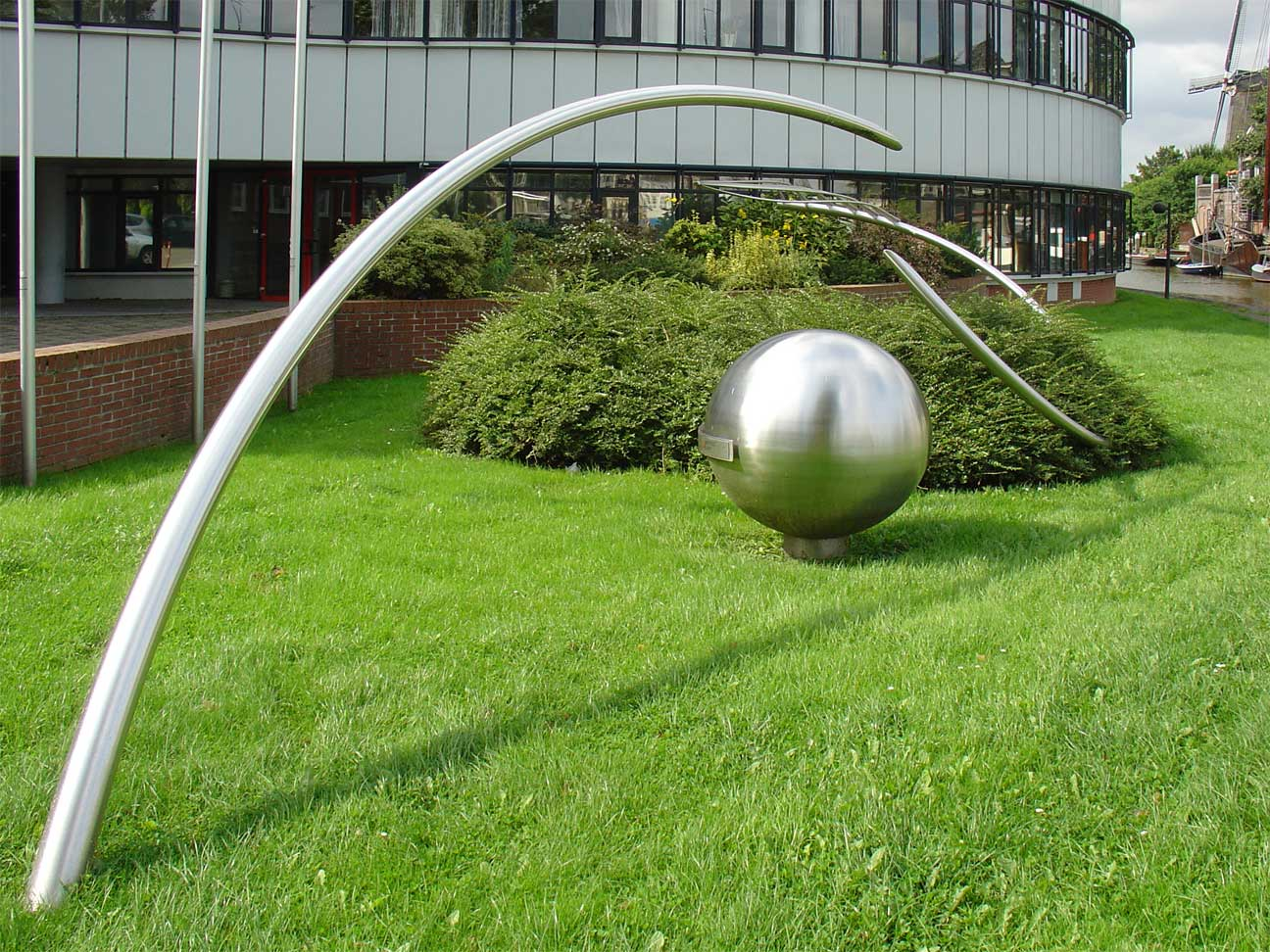
Het in 1989 geopende nieuwe kantoor van Uniqema, het huidige Cargill, aan de Turfsingel te Gouda (met beeld van Menno Meijer)

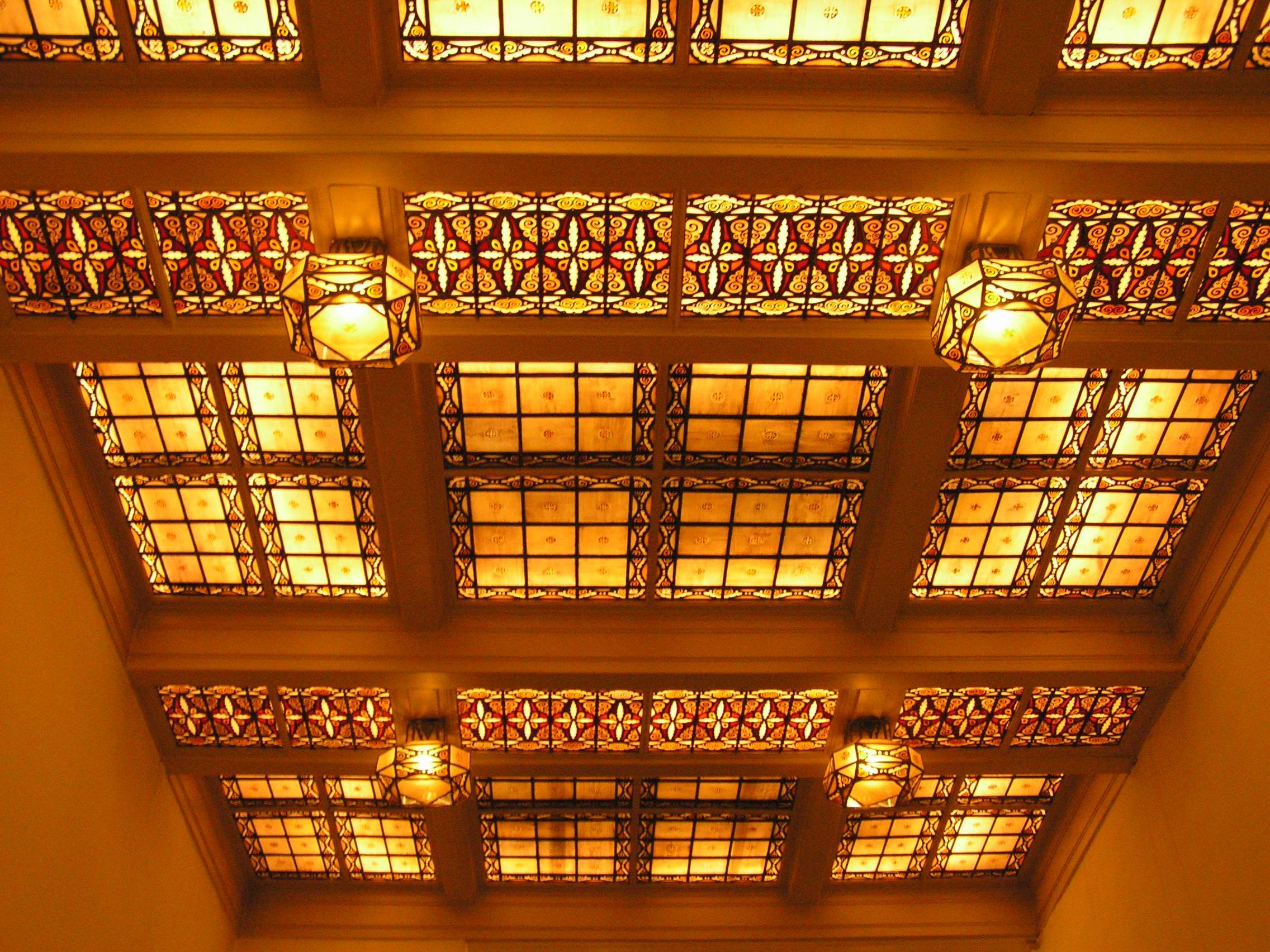
Glas-in-lood plafond (art deco) in het hoofdkantoor van de fabriek

De Stearine Kaarsenfabriek in Gouda was een inrichting voor de fabrieksmatige vervaardiging van kaarsen, opgericht in 1853 en als zodanig actief tot 1983.

## Geschiedenis van het bedrijf
In 1853 richtte de firma "Schoneveld, Westerbaan en Co" een stearinekaarsenfabriek in Gouda op. In de oprichtingsakte was bepaald dat na vijf jaar bezien zou worden of en op welke wijze het bedrijf voortgezet zou worden. Schoneveld en Westerbaan, eigenaren van de Goudsche Siroopfabriek, waren op zoek naar werk voor de zomermaanden voor de dure stoommachines. Van Iterson kwam met het idee om stearinekaarsen te maken. In 1858 werd besloten tot voortzetting waarbij gekozen werd voor de vorm van een vennootschap. Van Iterson kreeg de technische leiding over het bedrijf. Onder zijn leiding werd een bloeiend bedrijf aan de Schielandse Hoge Zeedijk gesticht. De 'Kaarsenfabriek' was in Gouda jarenlang een belangrijke werkgever.
In 1899 verkreeg het bedrijf het predicaat Koninklijk, na een bezoek aan het bedrijf van koningin Emma en haar dochter, de latere koningin, Wilhelmina. Dit predicaat ging in de oorlog verloren, maar werd in 1958 - bij het honderdjarig bestaan van de NV - opnieuw aan het bedrijf verleend.
In 1901 werd een tweetal bedrijven uit Rotterdam (Chemische Fabriek) en Gouda (Zeep- en Waspoederfirma T.P. Viruly & Co) overgenomen en in 1909 een kaarsenfabriek uit Amsterdam (Koninklijke Waskaarsenfabriek). In 1929 fuseerde de fabriek met haar concurrent de Stearine Kaarsenfabriek Apollo te Schiedam. De nieuwe naam werd de N.V. Verenigde Stearine Kaarsenfabrieken Gouda-Apollo, gevestigd te Gouda. Naast de productie van kaarsen werden ook steeds meer andere stearine-, oleïne- en glycerineproducten geproduceerd.
Dat de productie van kaarsen niet ongevaarlijk was bleek uit de twee branden die het bedrijf hebben geteisterd in 1884 en in 1936. Vooral de brand van 1936 had een verwoestend effect. Na het uitbreken van de Tweede Wereldoorlog stagneerde de productie gedurende een reeks van jaren. Na de bevrijding werd het fabrieksterrein tijdelijk geconfisqueerd door het Militair Gezag. Het werd gebruikt voor een interneringskamp waar tweeduizend mensen werden opgesloten, die verdacht werden van collaboratie. De loodsen, die hiervoor werden gebruikt werden "Kamp Westerbork" en "Kamp Vught" genoemd. In de jaren vijftig van de 20e eeuw werd geïnvesteerd in nieuwe productieprocessen en kwam het bedrijf opnieuw tot bloei. In 1960 werd het bedrijf overgenomen door Unilever-Emery N.V, een samenwerkingsverband van Unilever met een Amerikaans vetzuurbedrijf. In 1981 nam Unileverbedrijven B.V. de fabriek over en werd de naam gewijzigd in Unichema Chemie B.V. In 1989 werd het nieuwe hoofdkantoor van het Unichema International geopend aan de Turfsingel te Gouda. In 1997 werd het bedrijf overgenomen door Imperial Chemical Industries (ICI) en ging vanaf 1999 verder onder de naam Uniqema met als hoofdzetel Gouda. Per 1 oktober 2006 verkocht ICI Uniqema aan het Engelse oleochemische bedrijf Croda International Plc. In juli 2022 werd Croda Gouda verkocht aan Cargill

### De kaarsenafdeling
In juni 1983 werd de kaarsenafdeling van het bedrijf overgenomen door de Bolsius Kaarsenfabriek te Schijndel, die de productie van kaarsen verplaatste naar Waddinxveen. Vanaf dat jaar komen de "Goudse kaarsen" en de "Apollo-kaarsen" niet meer uit Gouda, maar uit de buurgemeente Waddinxveen.

### Kunst en de fabriek
Ter gelegenheid van het 25-jarig jubileum van de toenmalige directeur Hendrik IJssel de Schepper vervaardigde Jan Toorop in opdracht van de familie IJssel de Schepper in 1905 een serie van twaalf litho's over het productieproces in de fabriek. (Lang is gedacht dat Toorop de litho’s vervaardigde ter gelegenheid van het 50-jarig bestaan van het bedrijf maar een onderzoek door Croda in 2013 wees uit dat dit niet het geval was.) Ook de schilder en tekenaar Kees Bol bracht het werk van de fabriek in beeld. Hij maakte in 1948 zes houtskooltekeningen. Van de zes tekeningen zijn er twee bewaard gebleven. Bij het honderdjarig bestaan van de fabriek in 1958 schonk de gemeente Gouda een door Corinne Franzén-Heslenfeld gemaakt beeld van Sint Lucia, brengster van het licht. Het personeel schonk bij dezelfde gelegenheid een beeld van een kind met een lammetje, gemaakt door Pieter d'Hont. Bij de opening van het nieuwe kantoor in 1989 werd een beeld geplaatst van de Goudse edelsmid Menno Meijer. De Stolwijkse beeldhouwster Ineke van Dijk maakte bij de opening van de centrale controle kamer in 1985 een reliëf Samenwerking. Ook in de jaren 80 van de 20e eeuw vervaardigde de Goudse beeldend kunstenaar Willem Hesseling het stalen reliëf op de sproeitoren. Van zijn hand is tevens een schilderij in de portiersloge met De rotsen van Bretagne, gemaakt in de jaren negentig van de 20e eeuw.

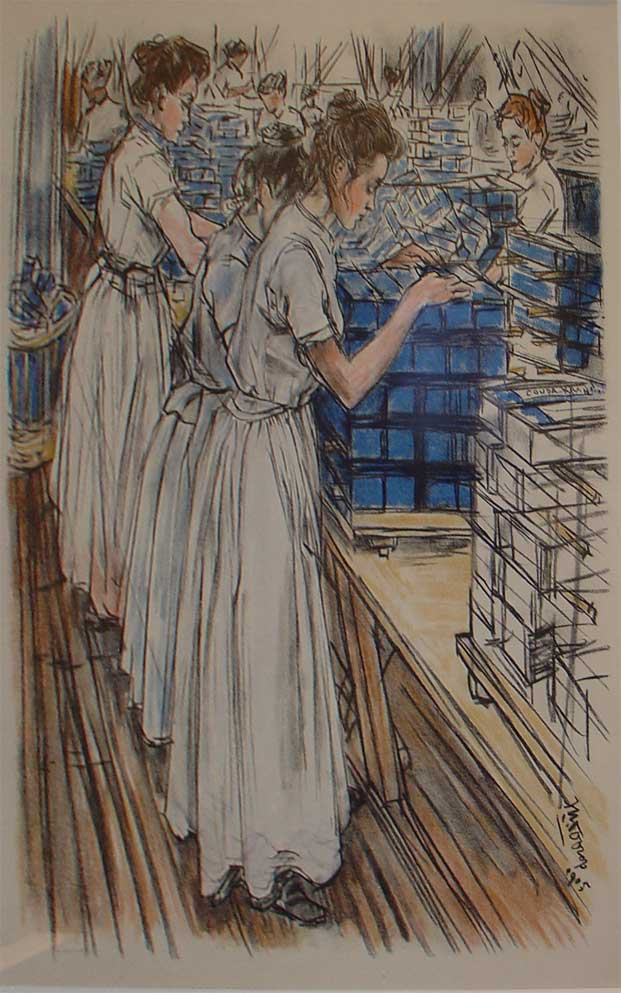
Litho van de kaarsenfabriek door Jan Toorop (1905)
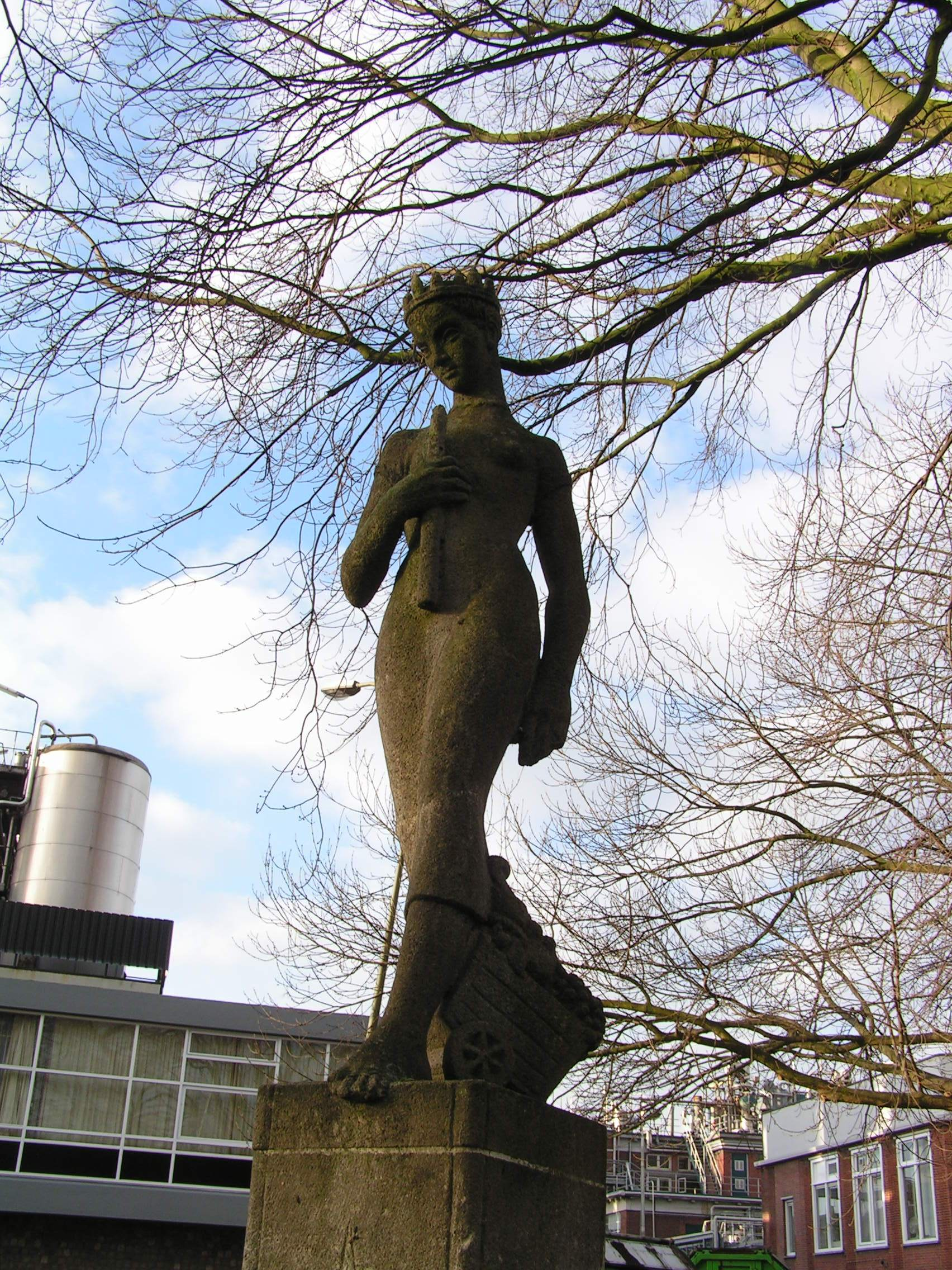
Sint Lucia door Corinne Franzén-Heslenfeld (1959)
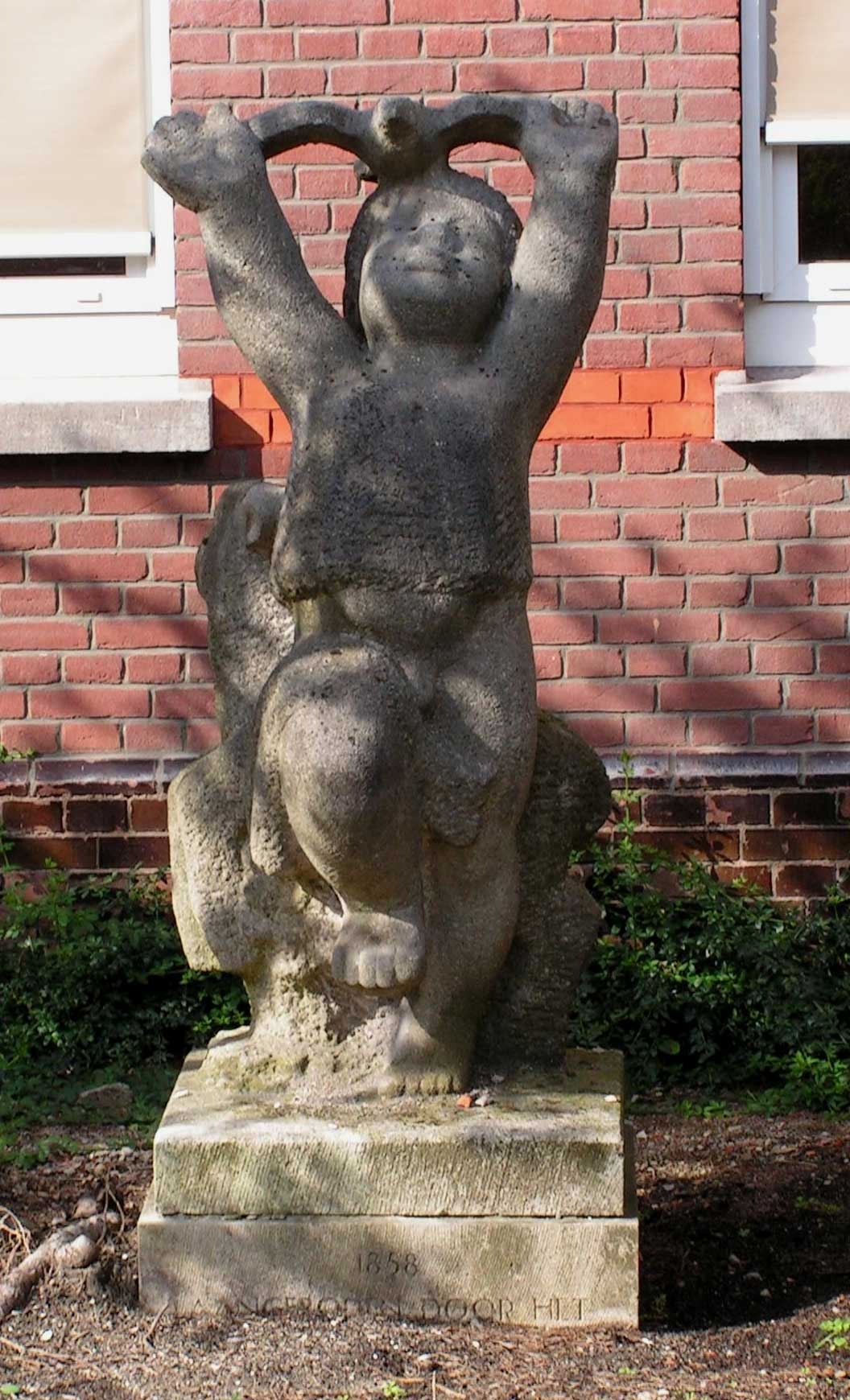
Kinderfiguurtje door Pieter d'Hont (1959)
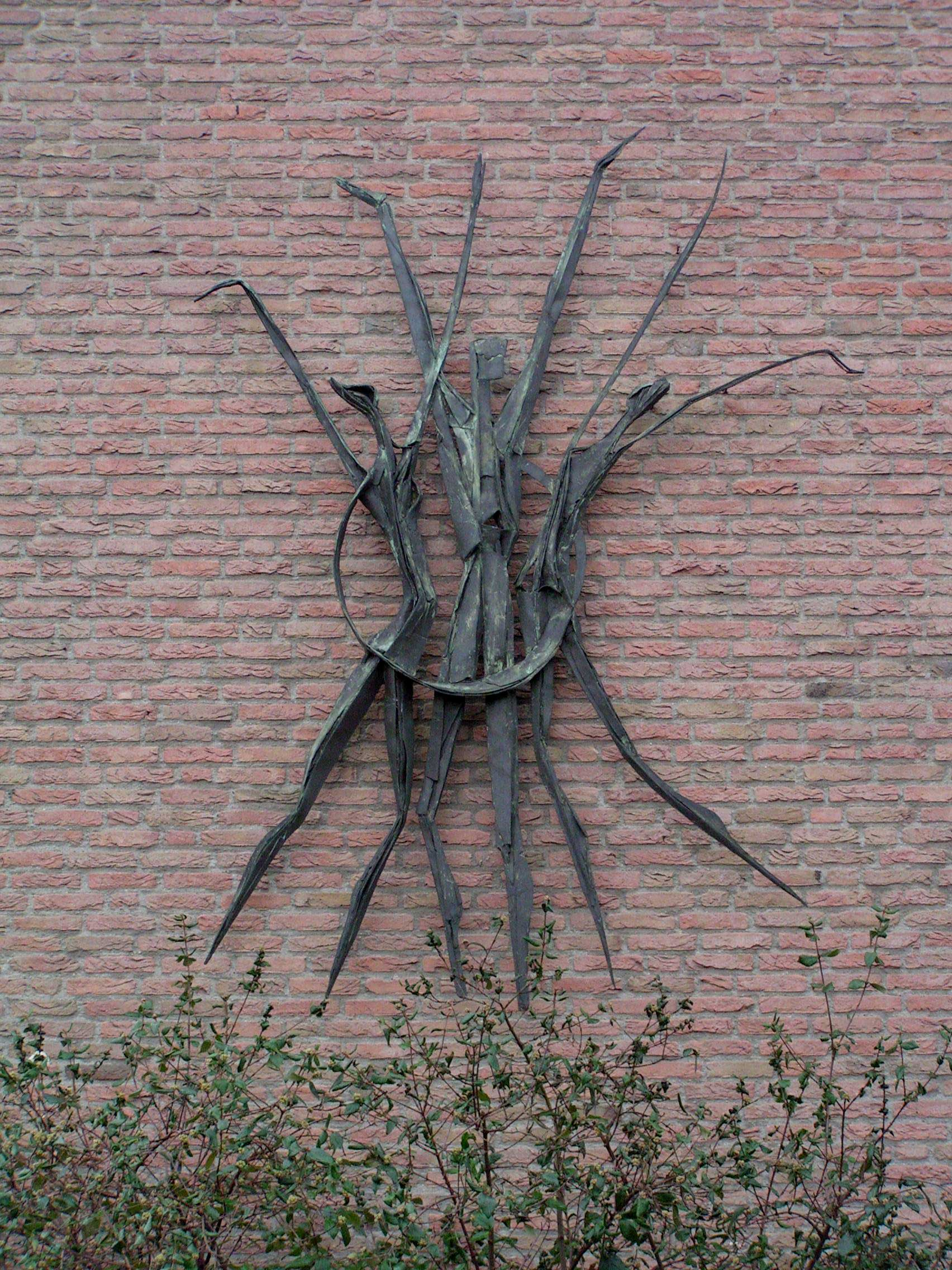
Samenwerking door Ineke van Dijk (1985)
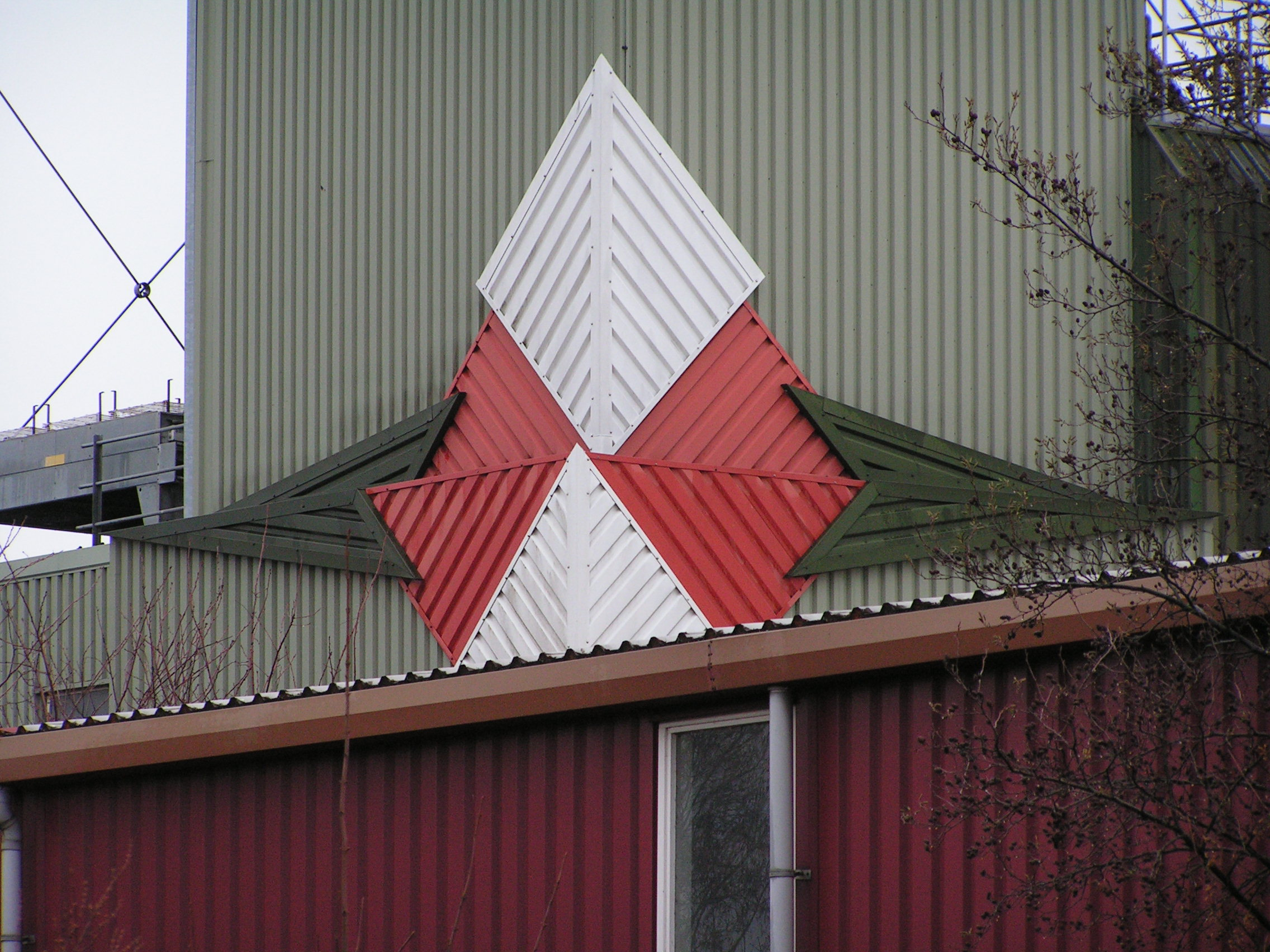
Kunstobject op sproeitoren door Willem Hesseling

## Gemeentelijk monument
In 2017 werden het hoofdgebouw, kantoorgebouw Viruly, de loods, restant fabrieksmuur en de fabrieksschoorsteen, gemeentelijke monumenten.